# Louis Bonnet (homme politique, 1911-1975)
Pour les articles homonymes, voir Louis Bonnet et Bonnet.
Louis Bonnet, né le 17 juillet 1911 à Épinal (Vosges) et mort le 28 novembre 1975 à Grenoble (Isère), est un homme politique français.

## Biographie
Né Jules Louis Bonnet, il travaille comme tourneur mécanicien.
Pour les élections législatives de 1946, il figure sur la liste du MRP à la 3e place mais en position éligible. Il est élu député de l'Isère le 10 novembre 1946. La liste MRP réunit 83 414 voix sur 243 662 suffrages exprimés et obtient 3 élus (Henri-Louis Grimaud, Jean Terpend-Ordassière et Louis Bonnet), la liste du PCF la talonne en capitalisant 82 020 voix soit 2 élus (André Dufour et Paul Billat), celle de la SFIO obtient 42 651 suffrages soit 1 élu qui est Lucien Hussel, et le dernier siège revient à Joseph Garavel pour la liste RGR qui compte 33 086 voix.
Louis Bonnet s'inscrit au groupe MRP à la Chambre des députés, et siège pendant toute la durée de la législature à la Commission du travail et de la sécurité sociale, dont il sera élu secrétaire en 1946. C'est un député très actif et qui est aussi prolifère, autant comme auteur de propositions de loi ou de résolution que comme rapporteur de sa commission ou comme intervenant dans les débats, il est particulièrement attentif sur les questions de retraites, de droit du travail et de conventions collectives ; tout en n'oubliant pas les propres problèmes de l'Isère comme les inondations de juin 1948 ou la catastrophe des mines de l'Herpie en février 1950.
Ses collègues le nomment juré à la Haute cour de justice de 1947 à 1949.
Il décide de ne pas se représenter aux législatives de 1951, mais il se présente aux cantonales de 1951 et il est élu le 14 octobre 1951 conseiller général du canton de Grenoble-Sud contre le député communiste André Dufour. Il est candidat à sa propre succession lors des élections cantonales de 1958, mais il n'obtient pas assez de voix au 1er tour, et décide de se retirer en faveur du candidat des Républicains sociaux, Albert Michallon.

## Détail des fonctions et des mandats
Mandat local
- 14 octobre 1951 - avril 1958 : Conseiller général du canton de Grenoble-Sud

Mandat parlementaire
- 10 novembre 1946 - 4 juillet 1951 : Député de l'Isère